# 荒木俊夫
荒木 俊夫（あらき としお、1937年3月23日 - 1993年7月28日）は、日本の政治学者。元・北海道大学教授。北海道利尻郡利尻町生まれ。生家は、利尻島有数の網元。

## 来歴
- 1952年 札幌市立向陵中学校卒業
- 1955年 北海道札幌西高等学校卒業
- 1959年 北海道大学法学部卒業
- 1962年 同大学院法学研究科修士課程修了（指導教授:小川晃一[1]）
- 1962年 同法学部助手
- 1965年 北海学園大学法学部講師
- 1967年 同法学部助教授
- 1975年 同法学部教授
- 1978年 北海道大学法学部教授。
- 1990年 同法学部長
- 1993年 逝去[2][3]

## 学問態度
主に、国民の投票行動に関して研究。また亥年現象には批判的である。

## エピソード
- 1956年から1959年まで日本共産党に入党していたことがある[4]。
- かつて勤めた北海学園大学の付属図書館には、親交の深かった山本佐門の尽力によって荒木の残した書籍が、「荒木文庫」として所蔵されている。

## 著書
- 十亀昭雄・小川晃一との共著『教養政治学 第1分冊』（木鐸社 1974年）
- 小川晃一・阿部四郎・蓮池穣との共著『大都市の革新票 札幌と仙台の場合』（木鐸社、1975年）
- ヒュー・トレヴァー＝ローパー著、小川晃一・石坂昭雄との共訳『宗教改革と社会変動』（未来社、1978年）
- 相内俊一・川人貞史との共著『投票行動における連続と変化 札幌市の場合』（木鐸社、1983年）
- J.A.A.ストックウィン著『現代日本の政治変動 繁栄の中の対立と変動』（共訳、木鐸社、1983年初版・1985年改訳版）
- 『投票行動の政治学』（北海道大学図書刊行会、1994年）

## 註解
1. ↑  「若き荒木俊夫君」上掲『追悼 荒木俊夫』113頁
2. ↑  以上につき、田口晃「荒木俊夫教授の経歴と業績」『北大法学論集』第45巻1・2、北海道大学法学部、1994年7月、227-236,肖像巻頭1枚、ISSN 03855953、NAID 120000964733。
3. ↑  以上につき、「荒木俊夫年譜」『追悼 荒木俊夫』荒木俊夫先生追悼文集編集委員会編、小倉編集工房、1994.7、297頁以下
4. ↑  「荒木俊夫年譜」上掲『追悼 荒木俊夫』299頁